# مالاگا (نیومکزیکو)
مالاگا، نیومکزیکو (به انگلیسی: Malaga) یک منطقهٔ مسکونی در ایالات متحده آمریکا است که در شهرستان ادی، نیومکزیکو واقع شده‌است. مالاگا ۱۴۷ نفر جمعیت دارد و ۹۱۵٫۹۴ متر بالاتر از سطح دریا واقع شده‌است.